# Nils Christian Wang
Nils Christian Wang (født 21. april 1958 i Svendborg) er en dansk kontreadmiral og tidligere chef for Forsvarsakademiet.
Han overtog posten 1. september 2010 efter generalmajor Carsten Svensson.
Wang kom fra en stilling som chef for Søværnets Operative Kommando i Aarhus.
Han er Kommandør af 1. grad af Dannebrog og har modtaget Hæderstegnet for god tjeneste ved Søetaten.
Efter godt 40 års tjeneste blev Nils Wang pensioneret 30. april 2018. Dagen efter, den 1. maj, overtog han stillingen som direktør for Naval Team Denmark, som er en maritim netværksorganisation, med tætte relationer til Søværnet, som støtter op om medlemsvirksomhedernes eksportaktiviteter. Ud over stillingen som Direktør har Nils Wang en række bestyrelsesposter.